# Le Planquay
Le Planquay est une commune française située dans le département de l'Eure, en région Normandie.

## Géographie

### Localisation
Le Planquay est une commune de l'ouest du département de l'Eure. Elle est située dans la région naturelle du Lieuvin.
| La Chapelle-Hareng                    | Drucourt              |                                                           |
| Courtonne-les-Deux-Églises (Calvados) | Planquay              | Saint-Vincent-du-Boulay (sur quelques dizaines de mètres) |
| Courtonne-les-Deux-Églises (Calvados) | Saint-Mards-de-Fresne | Saint-Mards-de-Fresne                                     |

### Hydrographie
La commune est située dans le bassin Seine-Normandie. Elle est drainée par la Calonne et le ruisseau de la Tuilerie,,.
La Calonne, d'une longueur de 45 km, prend sa source dans la commune  et se jette  dans la Touques à Pont-l'Évêque, après avoir traversé 19 communes.

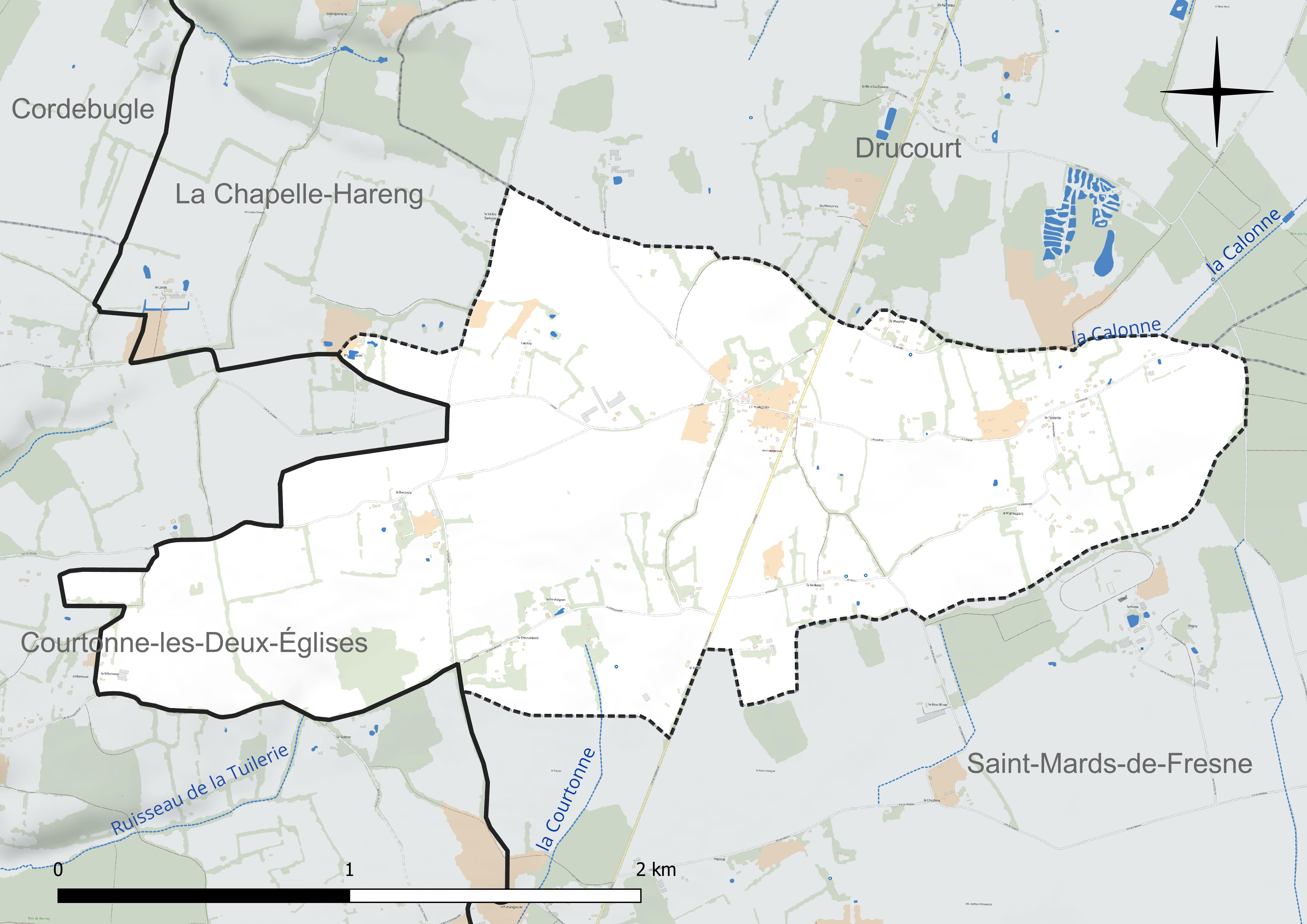
Réseau hydrographique du Planquay.

### Climat
Pour des articles plus généraux, voir Climat de la Normandie et Climat de l'Eure.
En 2010, le climat de la commune est de type climat océanique dégradé des plaines du Centre et du Nord, selon une étude du CNRS s'appuyant sur une série de données couvrant la période 1971-2000. En 2020, Météo-France publie une typologie des climats de la France métropolitaine dans laquelle la commune est exposée à un climat océanique et est dans la région climatique  Côtes de la Manche orientale, caractérisée par un faible ensoleillement (1 550 h/an) ; forte humidité de l’air (plus de 20 h/jour avec humidité relative > 80 % en hiver), vents forts fréquents. Parallèlement le GIEC normand, un groupe régional d’experts sur le climat, différencie quant à lui, dans une étude de 2020, trois grands types de climats pour la région Normandie, nuancés à une échelle plus fine par les facteurs géographiques locaux. La commune est, selon ce zonage, exposée à un « climat contrasté des collines », correspondant au Pays d’Auge, Lieuvin et Roumois, moins directement soumis aux flux océaniques et connaissant toutefois des précipitations assez marquées en raison des reliefs collinaires qui favorisent leur formation.
Pour la période 1971-2000, la température annuelle moyenne est de 10,1 °C, avec  une amplitude thermique annuelle de 13,9 °C. Le cumul annuel moyen de précipitations est de 860 mm, avec 12,7 jours de précipitations en janvier et 8,5 jours en juillet. Pour la période 1991-2020, la température moyenne annuelle observée sur la station météorologique la plus proche, située sur la commune de Bernay à 12 km à vol d'oiseau, est de 10,9 °C et le cumul annuel moyen de précipitations est de 666,9 mm,. Pour l'avenir, les paramètres climatiques de la commune estimés pour 2050 selon différents scénarios d’émission de gaz à effet de serre sont consultables sur un site dédié publié par Météo-France en novembre 2022.

## Urbanisme

### Typologie
Au 1er janvier 2024, Le Planquay est catégorisée commune rurale à habitat très dispersé, selon la nouvelle grille communale de densité à 7 niveaux définie par l'Insee en 2022.
Elle est située hors unité urbaine. Par ailleurs la commune fait partie de l'aire d'attraction de Lisieux, dont elle est une commune de la couronne,. Cette aire, qui regroupe 57 communes, est catégorisée dans les aires de 50 000 à moins de 200 000 habitants,.

### Occupation des sols
L'occupation des sols de la commune, telle qu'elle ressort de la base de données européenne d’occupation biophysique des sols Corine Land Cover (CLC), est marquée par l'importance des territoires agricoles (99,8 % en 2018), une proportion sensiblement équivalente à celle de 1990 (99,9 %). La répartition détaillée en 2018 est la suivante : 
terres arables (56,7 %), prairies (43,2 %), forêts (0,2 %). L'évolution de l’occupation des sols de la commune et de ses infrastructures peut être observée sur les différentes représentations cartographiques du territoire : la carte de Cassini (XVIIIe siècle), la carte d'état-major (1820-1866) et les cartes ou photos aériennes de l'IGN pour la période actuelle (1950 à aujourd'hui).

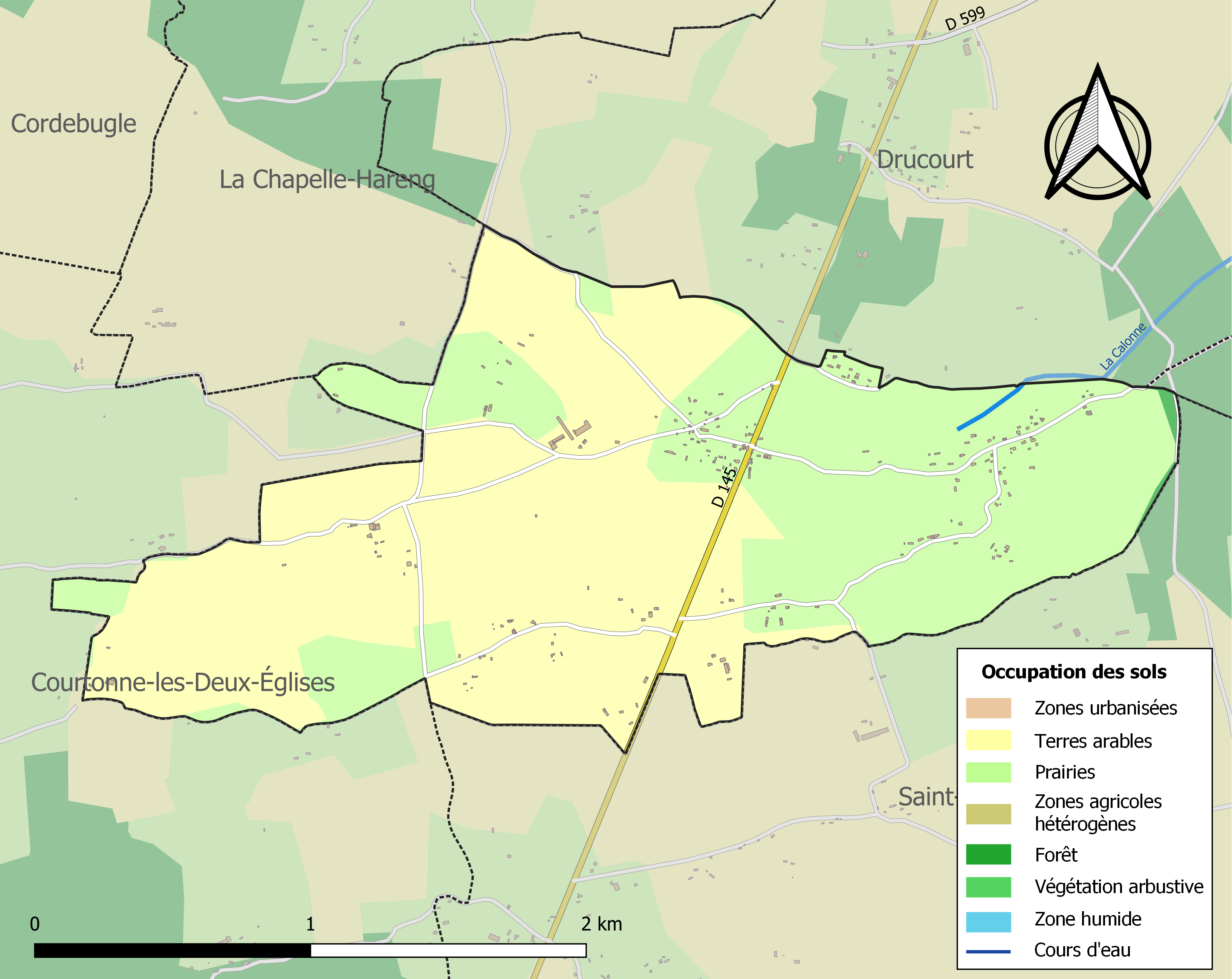
Carte des infrastructures et de l'occupation des sols de la commune en 2018 (CLC).

## Toponymie
Le nom de la localité est attesté sous les formes Planqueyum (1er p. de Lisieux) au XIIIe siècle, le Planquie en 1407.
Dériverait du vieux français planche (variante normande planque), ayant le sens de pont, selon François de Beaurepaire.
Peut-être l'équivalent normand de l'oïl planchié, planché (« fenil ») ; -eyum, -ay seraient de mauvaises interprétations de -ié, selon Ernest Nègre.

## Politique et administration
| Période                                  | Période  | Identité         | Étiquette | Qualité                                                                        |
| ---------------------------------------- | -------- | ---------------- | --------- | ------------------------------------------------------------------------------ |
| 1919                                     | 1925     | Gédéon Delabarre |           | grainetier                                                                     |
| avant 1981                               | ?        | Marius Leclerc   | PS        |                                                                                |
| mars 2001                                | En cours | Micheline Paris  | DVD       | Salariée du secteur médical Conseillère départementale du canton de Beuzeville |
| Les données manquantes sont à compléter. |          |                  |           |                                                                                |

## Démographie
L'évolution du nombre d'habitants est connue à travers les recensements de la population effectués dans la commune depuis 1793. Pour les communes de moins de 10 000 habitants, une enquête de recensement portant sur toute la population est réalisée tous les cinq ans, les populations de référence des années intermédiaires étant quant à elles estimées par interpolation ou extrapolation. Pour la commune, le premier recensement exhaustif entrant dans le cadre du nouveau dispositif a été réalisé en 2007.

En 2022, la commune comptait 161 habitants, en évolution de +3,21 % par rapport à 2016 (Eure : −0,25 %, France hors Mayotte : +2,11 %).
| 1793 | 1800 | 1806 | 1821 | 1831 | 1836 | 1841 | 1846 | 1851 |
| ---- | ---- | ---- | ---- | ---- | ---- | ---- | ---- | ---- |
| 340  | 363  | 423  | 400  | 498  | 501  | 495  | 468  | 465  |

| 1856 | 1861 | 1866 | 1872 | 1876 | 1881 | 1886 | 1891 | 1896 |
| ---- | ---- | ---- | ---- | ---- | ---- | ---- | ---- | ---- |
| 422  | 430  | 438  | 403  | 359  | 336  | 313  | 307  | 272  |

| 1901 | 1906 | 1911 | 1921 | 1926 | 1931 | 1936 | 1946 | 1954 |
| ---- | ---- | ---- | ---- | ---- | ---- | ---- | ---- | ---- |
| 267  | 232  | 201  | 169  | 167  | 145  | 138  | 197  | 153  |

| 1962 | 1968 | 1975 | 1982 | 1990 | 1999 | 2006 | 2007 | 2012 |
| ---- | ---- | ---- | ---- | ---- | ---- | ---- | ---- | ---- |
| 128  | 135  | 117  | 141  | 140  | 123  | 141  | 144  | 156  |

| 2017 | 2022 | - | - | - | - | - | - | - |
| ---- | ---- | - | - | - | - | - | - | - |
| 157  | 161  | - | - | - | - | - | - | - |

## Culture locale et patrimoine

### Lieux et monuments
- L'église Saint-Ouen, son retable du XVIIe siècle[25]. Possède un vitrail classé à titre d'objet monument historique[26] représentant saint Louis et saint Ouen, qui sont par ailleurs représentés en statue[27].

### Patrimoine naturel

#### Site classé
- L'if du cimetière,  Site classé (1925)[28]

### Personnalités liées à la commune
Abbé Francis Michel : prêtre connu pour son soutien aux Gilets Jaunes, et pour le détournement d'objets de l'église.[réf. nécessaire]